# Coffee County (Georgie)
Coffee County je okres ve státě Georgie ve Spojených státech amerických. K roku 2011 zde žilo 42 864 obyvatel. Správním městem okresu je Douglas. Celková rozloha okresu činí 1 561 km². Vznikl 9. února 1854.